# Цитадела (ТВ серија)
Цитадела (енгл. Citadel) америчка је телевизијска серија коју су створили Џош Еплбаум, Брајан О и Дејвид Вајл за Amazon Prime Video. Извршни продуценти су браћа Русо. Главне улоге тумаче Ричард Маден и Пријанка Чопра Џонас као агенти Цитаделе Мејсон Кејн и Надија Син, са Стенлијем Тучијем и Лесли Манвил међу главним глумцима.
Са буџетом за продукцију од 300 милиона долара, прва сезона од шест епизода се сврстава међу најскупље телевизијске серије. У марту 2023. обновљена је за другу сезону. Прве две епизоде су приказане 28. априла 2023. године. Критичари су исказали помешана мишљења према серији.
Произвела је неколико предстојећих спиноф серија на различитим језицима, које су смештене у Италији, Индији, Шпанији и Мексику. У индијској серији ће главне улоге тумачити Варун Дхаван и Саманта Рут Прабу.. Италијанску серију ће произвести Amazon Studios и Cattleya.

## Премиса
Пре много година, врхунски агенти Цитаделе, Мејсон Кејн и Надија Син, обрисали су памћење. Али, они су позвани да се врате у акцију док злокобне силе излазе из прошлости. Уз помоћ шпијунског мајстора Бернарда Орлика, ови бивши љубавници морају да се сете прошлости да би спасили будућност.

## Улоге
| Глумац               | Улога           |
| -------------------- | --------------- |
| Ричард Маден         | Мејсон Кејн     |
| Пријанка Чопра Џонас | Надија Син      |
| Ешли Камингс         | Аби Конрој      |
| Роланд Мелер         | Андрес Сије     |
| Роланд Мелер         | Давик Сије      |
| Ози Икил             | Картер Спенс    |
| Кејлин Спрингол      | Хендрикс Конрој |
| Лесли Манвил         | Далија Арчер    |
| Стенли Тучи          | Бернард Орлик   |

## Episodes
| Бр. еп. | Наслов | Редитељ                       | Сценариста                          | Премијера       |
| ------- | ------ | ----------------------------- | ----------------------------------- | --------------- |
| 1       |        | Њутон Томас Сигел             | Дејвид Вајл                         | 28. април 2023. |
| 2       |        | Њутон Томас Сигел             | Дејвид Вахл и Брајан О              | 28. април 2023. |
| 3       |        | Њутон Томас Сигел и Џесика Ју | Дејвид Вајл и Мелиса Глен           | 5. мај 2023.    |
| 4       |        | Њутон Томас Сигел и Џесика Ју | Џош Еплбаум, Брајан О и Дејвид Вајл | 12. мај 2023.   |
| 5       |        | Њутон Томас Сигел             | Дејвид Вајл и Брајан О              | 19. мај 2023.   |
| 6       |        | Њутон Томас Сигел             | Џош Еплбаум и Брајан О              | 26. мај 2023.   |